# Aziatisch kampioenschap voetbal 2007 (kwalificatie)
De eerste kwalificatieronde voor de Azië Cup 2007 werd eind 2005 gehouden. De 2e kwalificatieronde werd tussen februari en november 2006 gehouden.

## Teams die niet meedoen
De volgende 17 teams schreven zich niet in voor de kwalificatie, hun plaats op de FIFA-wereldranglijst voor de loting staat tussen haakjes.
- Noord-Korea [82]
- Turkmenistan [116]
- Malediven [133]
- Tadzjikistan [144]
- Birma [147]
- Kirgizië [157]

- Laos [170]
- Nepal [175]
- Mongolië [179]
- Cambodja [188]
- Afghanistan [189]
- Bhutan [190]

- Filipijnen [191]
- Macau [192]
- Brunei [199]
- Guam [204]
- Oost-Timor [nog geen rangschikking]

## Eerste kwalificatieronde
In december 2005 werd een voorronde gespeeld om te bepalen welke landen mee mochten doen aan de groepsfase van het kwalificatietoernooi. Oorspronkelijk stonden de wedstrijden in november gepland, maar door de aardbeving in Pakistan werden deze wedstrijden uitgesteld naar december. Bangladesh wist zich te plaatsen door Pakistan te verslaan over twee wedstrijden. De eerste wedstrijd eindigde doelpuntloos. In de tweede wedstrijd scoorde Bangladesh in de 84e minuut de enige goals. Pakistan zou zich later toch kwalificeren toen Sri Lanka zich terugtrok uit het toernooi.
|                  |            |       |          |                              |
| 22 december 2005 | Bangladesh | 0 – 0 | Pakistan | Bangabandhu National Stadium |
| 22 december 2005 |            |       |          | Bangabandhu National Stadium |

|                  |          |                  |            |                         |
| 26 december 2005 | Pakistan | 0 – 1            | Bangladesh | People's Sports Complex |
| 26 december 2005 |          | Firaj Mahmud 84' |            | People's Sports Complex |

Bangladesh kwalificeerde zich voor de volgende ronde door over 2 wedstrijden met 1–0 van Pakistan te winnen.

Pakistan kwalificeerde zich omdat Sri Lanka zich terugtrok.

## Loting (potten)
De plaatsing per pot is gebaseerd op de prestaties en kwalificatie voor de Azië Cup 2004. Australië dat pas op 1 januari 2006 lid werd van de AFC en dus nog nooit eerder had meegedaan kreeg de laagste ranking.
| Pot A                                                     | Pot B                                                        | Pot C                                                     | Pot D                                                                    |
| --------------------------------------------------------- | ------------------------------------------------------------ | --------------------------------------------------------- | ------------------------------------------------------------------------ |
| - Japan - China - Iran - Bahrein - Oezbekistan - Jordanië | - Zuid-Korea - Irak - Oman - Koeweit - Saoedi-Arabië - Qatar | - V.A.E. - Jemen - Syrië - Libanon - Singapore - Hongkong | - Palestina - Pakistan - Chinees Taipei - Bangladesh - India - Australië |

## Tweede kwalificatieronde

### Groep A
| Land          | Wed | Win | Gel | Ver | DV | DT | +/- | Pnt |
| ------------- | --- | --- | --- | --- | -- | -- | --- | --- |
| Japan         | 6   | 5   | 0   | 1   | 15 | 2  | +13 | 15  |
| Saoedi-Arabië | 6   | 5   | 0   | 1   | 21 | 4  | +17 | 15  |
| Jemen         | 6   | 2   | 0   | 4   | 5  | 13 | +8  | 6   |
| India         | 6   | 0   | 0   | 6   | 2  | 24 | –22 | 0   |

|                              |                                                       |       |       |                                                                                            |
| 22 februari 2006 19:20 (JST) | Japan                                                 | 6 – 0 | India | Yokohama International Stadium, Yokohama Toeschouwers: 38.025 Scheidsrechter: Huang Junjie |
| 22 februari 2006 19:20 (JST) | Ono 32' Maki 58' Fukunishi 68' Kubo 78', 90' Satō 82' |       |       | Yokohama International Stadium, Yokohama Toeschouwers: 38.025 Scheidsrechter: Huang Junjie |

|                        |       |                                            |               |                                                                                       |
| 22 februari 2006 16:00 | Jemen | 0 – 4                                      | Saoedi-Arabië | Ali Mohsen Stadium, Sana'a Toeschouwers: 55.000 Scheidsrechter: Saad Kameel Al Fadhli |
| 22 februari 2006 16:00 |       | Al Sawailh 14', 89' Al-Shalhoub 77', 90+2' |               | Ali Mohsen Stadium, Sana'a Toeschouwers: 55.000 Scheidsrechter: Saad Kameel Al Fadhli |

|                          |       |                                                   |       |                                                                             |
| 1 maart 2006 14:30 (IST) | India | 0 – 3                                             | Jemen | Ambedkarstadion, New Delhi Toeschouwers: 8.000 Scheidsrechter: Mohsen Torky |
| 1 maart 2006 14:30 (IST) |       | S. Abdullah 6' Al-Hubaishi 43' Al Nono 56' (pen.) |       | Ambedkarstadion, New Delhi Toeschouwers: 8.000 Scheidsrechter: Mohsen Torky |

|                              |       |                         |               |                                                                                |
| 16 augustus 2006 15:00 (IST) | India | 0 – 3                   | Saoedi-Arabië | Saltlake Stadium, Calcutta Toeschouwers: 10.000 Scheidsrechter: Satop Tongkhan |
| 16 augustus 2006 15:00 (IST) |       | Al-Qahtani 2', 19', 50' |               | Saltlake Stadium, Calcutta Toeschouwers: 10.000 Scheidsrechter: Satop Tongkhan |

|                              |                    |       |       |                                                                            |
| 16 augustus 2006 19:20 (JST) | Japan              | 2 – 0 | Jemen | Niigata Stadium, Niigata Toeschouwers: 40.913 Scheidsrechter: Lee Gi-Young |
| 16 augustus 2006 19:20 (JST) | Abe 70' Satō 90+1' |       |       | Niigata Stadium, Niigata Toeschouwers: 40.913 Scheidsrechter: Lee Gi-Young |

|                        |               |       |       |                                                                                               |
| 3 september 2006 20:30 | Saoedi-Arabië | 1 – 0 | Japan | Prince Abdullah Al-Faisal Stadium, Jeddah Toeschouwers: 15.000 Scheidsrechter: Shamsul Maidin |
| 3 september 2006 20:30 | Bashir 73'    |       |       | Prince Abdullah Al-Faisal Stadium, Jeddah Toeschouwers: 15.000 Scheidsrechter: Shamsul Maidin |

|                        |                                                                              |       |           | |
| 6 september 2006 20:30 | Saoedi-Arabië                                                                | 7 – 1 | India     | Prince Abdullah Al-Faisal Stadium, Jeddah Toeschouwers: 3.000 Scheidsrechter: Mohamed Omar Al Saeedi |
| 6 september 2006 20:30 | Bashir 30', 46' Al Mahyani 33' Ameen 57' Al Hagbani 61' Al Suwaileh 78', 86' |       | Manju 22' | Prince Abdullah Al-Faisal Stadium, Jeddah Toeschouwers: 3.000 Scheidsrechter: Mohamed Omar Al Saeedi |

|                        |       |            |       |                                                                                              |
| 6 september 2006 15:20 | Jemen | 0 – 1      | Japan | Ali Mohsen Stadium, Sana'a Toeschouwers: 7.000 Scheidsrechter: Mahmood Mohd Juma Al Ghatrifi |
| 6 september 2006 15:20 |       | Ganaha 90' |       | Ali Mohsen Stadium, Sana'a Toeschouwers: 7.000 Scheidsrechter: Mahmood Mohd Juma Al Ghatrifi |

|                             |       |                             |       |                                                                                     |
| 11 oktober 2006 17:40 (IST) | India | 0 – 3                       | Japan | Sree Kanteerawa Stadium, Bangalore Toeschouwers: 5.000 Scheidsrechter: Chan Siu Kee |
| 11 oktober 2006 17:40 (IST) |       | Bando 23', 44' Nakamura 83' |       | Sree Kanteerawa Stadium, Bangalore Toeschouwers: 5.000 Scheidsrechter: Chan Siu Kee |

|                       |                                                         |       |       | |
| 11 oktober 2006 22:15 | Saoedi-Arabië                                           | 5 – 0 | Jemen | Prince Abdullah Al-Faisal Stadium, Jeddah Toeschouwers: 1.500 Scheidsrechter: Ala Abdul Kadir Nema |
| 11 oktober 2006 22:15 | Bashir 22' Ameen 27' Fallatah 65' Al Mahyani 68', 90+2' |       |       | Prince Abdullah Al-Faisal Stadium, Jeddah Toeschouwers: 1.500 Scheidsrechter: Ala Abdul Kadir Nema |

|                              |                           |       |                       |                                                                        |
| 15 november 2006 19:00 (JST) | Japan                     | 3 – 1 | Saoedi-Arabië         | Sapporo Dome, Sapporo Toeschouwers: 40.965 Scheidsrechter: Mark Shield |
| 15 november 2006 19:00 (JST) | Tulio 20' Ganaha 29', 49' |       | Al-Qahtani 33' (pen.) | Sapporo Dome, Sapporo Toeschouwers: 40.965 Scheidsrechter: Mark Shield |

|                        |                           |       |             |                                                                                |
| 15 november 2006 16:00 | Jemen                     | 2 – 1 | India       | Ali Mohsen Stadium, Sana'a Toeschouwers: 5.500 Scheidsrechter: Hassan Marshoud |
| 15 november 2006 16:00 | Al-Haggam 60' Al-Nono 82' |       | Pradeep 52' | Ali Mohsen Stadium, Sana'a Toeschouwers: 5.500 Scheidsrechter: Hassan Marshoud |

### Groep B
| Land           | Wed | Win | Gel | Ver | DV | DT | +/- | Pnt |
| -------------- | --- | --- | --- | --- | -- | -- | --- | --- |
| Iran           | 6   | 4   | 2   | 0   | 12 | 2  | +10 | 14  |
| Zuid-Korea     | 6   | 3   | 2   | 1   | 15 | 5  | +10 | 11  |
| Syrië          | 6   | 2   | 2   | 2   | 10 | 6  | –4  | 8   |
| Chinees Taipei | 6   | 0   | 0   | 6   | 0  | 24 | –24 | 0   |

|                               |                                           |       |                |                                                                                |
| 22 februari 2006 15:30 (IRST) | Iran                                      | 4 – 0 | Chinees Taipei | Azadistadion, Teheran Toeschouwers: 5.000 Scheidsrechter: Ala Abdul Kadir Nema |
| 22 februari 2006 15:30 (IRST) | Teymourian 35' Madanchi 47', 60' Daei 82' |       |                | Azadistadion, Teheran Toeschouwers: 5.000 Scheidsrechter: Ala Abdul Kadir Nema |

|                        |               |       |                                  |                                                                                   |
| 22 februari 2006 14:00 | Syrië         | 1 – 2 | Zuid-Korea                       | Al-Hamadaniah Stadium, Aleppo Toeschouwers: 35.000 Scheidsrechter: Shamsul Maidin |
| 22 februari 2006 14:00 | Al Khatib 49' |       | Kim Doo-Hyun 5' Lee Chun-Soo 50' | Al-Hamadaniah Stadium, Aleppo Toeschouwers: 35.000 Scheidsrechter: Shamsul Maidin |

|                          |                |                                              |       |                                                                             |
| 1 maart 2006 18:00 (CST) | Chinees Taipei | 0 – 4                                        | Syrië | Chungshan Soccer Stadium, Taipei Toeschouwers: 700 Scheidsrechter: O il Son |
| 1 maart 2006 18:00 (CST) |                | Chabbo 29', 58' Al Hussain 45' Al Khatib 64' |       | Chungshan Soccer Stadium, Taipei Toeschouwers: 700 Scheidsrechter: O il Son |

|                              |                |                                                     |            |                                                                                     |
| 16 augustus 2006 18:00 (CST) | Chinees Taipei | 0 – 3                                               | Zuid-Korea | Chungshan Soccer Stadium, Taipei Toeschouwers: 1.300 Scheidsrechter: Subrata Sarkar |
| 16 augustus 2006 18:00 (CST) |                | Ahn Jung-Hwan 31' Jung Jo-Gook 53' Kim Doo-Hyun 80' |            | Chungshan Soccer Stadium, Taipei Toeschouwers: 1.300 Scheidsrechter: Subrata Sarkar |

|                               |              |       |            |                                                                            |
| 16 augustus 2006 18:00 (IRST) | Iran         | 1 – 1 | Syrië      | Azadistadion, Teheran Toeschouwers: 40.000 Scheidsrechter: Ravshan Irmatov |
| 16 augustus 2006 18:00 (IRST) | Nekounam 71' |       | Chaabo 88' | Azadistadion, Teheran Toeschouwers: 40.000 Scheidsrechter: Ravshan Irmatov |

|                              |                   |       |               |                                                                                   |
| 2 september 2006 20:00 (KST) | Zuid-Korea        | 1 – 1 | Iran          | Seoul World Cupstadion, Seoul Toeschouwers: 60.000 Scheidsrechter: Matthew Breeze |
| 2 september 2006 20:00 (KST) | Seol Ki-Hyeon 45' |       | Hashemian 90' | Seoul World Cupstadion, Seoul Toeschouwers: 60.000 Scheidsrechter: Matthew Breeze |

|                              |                                                                                      |       |                | |
| 6 september 2006 20:00 (KST) | Zuid-Korea                                                                           | 8 – 0 | Chinees Taipei | Suwon World Cupstadion, Suwon Toeschouwers: 21.000 Scheidsrechter: Chandrasiri Deshapriya Arambakade Gedara |
| 6 september 2006 20:00 (KST) | Seol Ki-Hyeon 3', 52' Jung Jo-Gook 4', 45', 88' Cho Jae-Jin 19', 82' Kim Do-Heon 77' |       |                | Suwon World Cupstadion, Suwon Toeschouwers: 21.000 Scheidsrechter: Chandrasiri Deshapriya Arambakade Gedara |

|                        |       |                          |      |                                                                                         |
| 6 september 2006 19:00 | Syrië | 0 – 2                    | Iran | Al−Abbasiyyin Stadium, Damascus Toeschouwers: 10.000 Scheidsrechter: Kazuhiko Matsumura |
| 6 september 2006 19:00 |       | Nosrati 20' Nekounam 56' |      | Al−Abbasiyyin Stadium, Damascus Toeschouwers: 10.000 Scheidsrechter: Kazuhiko Matsumura |

|                             |                |                 |      |                                                                                               |
| 11 oktober 2006 18:00 (CST) | Chinees Taipei | 0 – 2           | Iran | Taipei Municipal Stadium, Taipei Toeschouwers: 2.000 Scheidsrechter: Tayeb Hasan Shamsuzzaman |
| 11 oktober 2006 18:00 (CST) |                | Karimi 10', 56' |      | Taipei Municipal Stadium, Taipei Toeschouwers: 2.000 Scheidsrechter: Tayeb Hasan Shamsuzzaman |

|                             |                |       |              |                                                                                    |
| 11 oktober 2006 20:00 (KST) | Zuid-Korea     | 1 – 1 | Syrië        | Seoul World Cupstadion, Seoul Toeschouwers: 25.000 Scheidsrechter: Chaiwat Kunsuta |
| 11 oktober 2006 20:00 (KST) | Cho Jae-Jin 9' |       | Al Sayed 18' | Seoul World Cupstadion, Seoul Toeschouwers: 25.000 Scheidsrechter: Chaiwat Kunsuta |

|                               |                          |       |            |                                                                                |
| 15 november 2006 15:30 (IRST) | Iran                     | 2 – 0 | Zuid-Korea | Azadistadion, Teheran Toeschouwers: 30.000 Scheidsrechter: Abdulhameed Ebrahim |
| 15 november 2006 15:30 (IRST) | Enayati 48' Badamaki 90' |       |            | Azadistadion, Teheran Toeschouwers: 30.000 Scheidsrechter: Abdulhameed Ebrahim |

|                        |                                 |       |                |                                                                                        |
| 15 november 2006 14:00 | Syrië                           | 3 – 0 | Chinees Taipei | Al−Abbasiyyin Stadium, Damascus Toeschouwers: 1.000 Scheidsrechter: Abdullah Al Hilali |
| 15 november 2006 14:00 | Al Jaban 51' Al Khatib 62', 79' |       |                | Al−Abbasiyyin Stadium, Damascus Toeschouwers: 1.000 Scheidsrechter: Abdullah Al Hilali |

### Groep C
| Land     | Wed | Win | Gel | Ver | DV | DT | +/- | Pnt |
| -------- | --- | --- | --- | --- | -- | -- | --- | --- |
| V.A.E.   | 6   | 4   | 1   | 1   | 11 | 6  | +5  | 13  |
| Oman     | 6   | 4   | 0   | 2   | 14 | 6  | +8  | 12  |
| Jordanië | 6   | 3   | 1   | 2   | 10 | 5  | +5  | 10  |
| Pakistan | 6   | 0   | 0   | 6   | 4  | 22 | –18 | 0   |

|                        |                                              |       |          |                                                                               |
| 22 februari 2006 18:00 | Jordanië                                     | 3 – 0 | Pakistan | International Stadium, Amman Toeschouwers: 5.000 Scheidsrechter: Muhsen Basma |
| 22 februari 2006 18:00 | Aqel 30' (pen.) Shelbaieh 38' Al-Shagran 41' |       |          | International Stadium, Amman Toeschouwers: 5.000 Scheidsrechter: Muhsen Basma |

|                        |                              |       |      |                                                                                         |
| 22 februari 2006 19:00 | Verenigde Arabische Emiraten | 1 – 0 | Oman | Al-Maktoum Stadium, Dubai Toeschouwers: 15.000 Scheidsrechter: Khalil Ibrahim Al Ghamdi |
| 22 februari 2006 19:00 | Matar 15'                    |       |      | Al-Maktoum Stadium, Dubai Toeschouwers: 15.000 Scheidsrechter: Khalil Ibrahim Al Ghamdi |

|                    |                                 |       |          |                                                                                          |
| 1 maart 2006 19:00 | Oman                            | 3 – 0 | Jordanië | Royal Oman Police Stadium, Wattayah Toeschouwers: 11.000 Scheidsrechter: Ravshan Irmatov |
| 1 maart 2006 19:00 | Saleh 7' Sulaiman 18' Zaher 54' |       |          | Royal Oman Police Stadium, Wattayah Toeschouwers: 11.000 Scheidsrechter: Ravshan Irmatov |

|                    |          |       |                                          |                                                                                        |
| 1 maart 2006 21:00 | Pakistan | 1 – 4 | Verenigde Arabische Emiraten             | National Stadium, Karachi, Karachi Toeschouwers: 10.000 Scheidsrechter: Satop Tongkhan |
| 1 maart 2006 21:00 | Essa 60' |       | Qassim 68' Matar 78' Saad 81' Al Kas 88' | National Stadium, Karachi, Karachi Toeschouwers: 10.000 Scheidsrechter: Satop Tongkhan |

|                        |                 |       |                                                      |                                                                                   |
| 16 augustus 2006 19:00 | Pakistan        | 1 – 4 | Oman                                                 | Jinnah Sports Stadium, Islamabad Toeschouwers: 4.000 Scheidsrechter: Mohsen Torky |
| 16 augustus 2006 19:00 | Essa 79' (pen.) |       | Al-Maimani 15' (pen,), 35' Al Hosni 27' Sulaiman 90' | Jinnah Sports Stadium, Islamabad Toeschouwers: 4.000 Scheidsrechter: Mohsen Torky |

|                        |               |       |                              |                                                                                          |
| 16 augustus 2006 20:00 | Jordanië      | 1 – 2 | Verenigde Arabische Emiraten | International Stadium, Amman Toeschouwers: 18.000 Scheidsrechter: Naser Rashed Al Hamdan |
| 16 augustus 2006 20:00 | Rafat Ali 88' |       | Omer 52' Khater 67'          | International Stadium, Amman Toeschouwers: 18.000 Scheidsrechter: Naser Rashed Al Hamdan |

|                        |                              |       |          | |
| 6 september 2006 19:15 | Verenigde Arabische Emiraten | 0 – 0 | Jordanië | Maktoum Bin Rashid Al Maktoum Stadium, Dubai Toeschouwers: 9.000 Scheidsrechter: Saad Kameel Al Fadhli |
| 6 september 2006 19:15 |                              |       |          | Maktoum Bin Rashid Al Maktoum Stadium, Dubai Toeschouwers: 9.000 Scheidsrechter: Saad Kameel Al Fadhli |

|                        |                                                       |       |          |                                                                                                |
| 6 september 2006 20:00 | Oman                                                  | 5 – 0 | Pakistan | Sultan Qaboos Sports Complex, Muscat Toeschouwers: 10.000 Scheidsrechter: Ala Abdul Kadir Nema |
| 6 september 2006 20:00 | Al Hosni 7' Bashir 35', 85' Sulaiman 45' Al-Touqi 88' |       |          | Sultan Qaboos Sports Complex, Muscat Toeschouwers: 10.000 Scheidsrechter: Ala Abdul Kadir Nema |

|                       |          |                                                          |          |                                                                           |
| 11 oktober 2006 21:00 | Pakistan | 0 – 3                                                    | Jordanië | Punjab Stadium, Lahore Toeschouwers: 4.000 Scheidsrechter: Dilovar Orzuev |
| 11 oktober 2006 21:00 |          | Abdel-Hadi Al-Maharmeh 16' Rafat Ali 37' Khaled Saad 85' |          | Punjab Stadium, Lahore Toeschouwers: 4.000 Scheidsrechter: Dilovar Orzuev |

|                       |                           |       |                              |                                                                                        |
| 11 oktober 2006 22:00 | Oman                      | 2 – 1 | Verenigde Arabische Emiraten | Sultan Qaboos Sports Complex, Muscat Toeschouwers: 28.000 Scheidsrechter: Huang Junjie |
| 11 oktober 2006 22:00 | Mudhafar 24' Sulaiman 28' |       | Omer 57'                     | Sultan Qaboos Sports Complex, Muscat Toeschouwers: 28.000 Scheidsrechter: Huang Junjie |

|                        |                                           |       |      |                                                                              |
| 15 november 2006 17:00 | Jordanië                                  | 3 – 0 | Oman | International Stadium, Amman Toeschouwers: 3.000 Scheidsrechter: Talaat Najm |
| 15 november 2006 17:00 | Amer Deeb 80' Rafat Ali 84' Al-Sheikh 90' |       |      | International Stadium, Amman Toeschouwers: 3.000 Scheidsrechter: Talaat Najm |

|                        |                              |       |                     | |
| 15 november 2006 18:15 | Verenigde Arabische Emiraten | 3 – 2 | Pakistan            | Al Jazira Mohammed Bin Zayed Stadium, Abu Dhabi Toeschouwers: 6.000 Scheidsrechter: Subrata Sarkar |
| 15 november 2006 18:15 | Abbas 54' Omer 58', 73'      |       | Akram 23' Ahmed 67' | Al Jazira Mohammed Bin Zayed Stadium, Abu Dhabi Toeschouwers: 6.000 Scheidsrechter: Subrata Sarkar |

### Groep D
| Land      | Wed            | Win            | Gel            | Ver            | DV             | DT             | +/-            | Pnt            |
| --------- | -------------- | -------------- | -------------- | -------------- | -------------- | -------------- | -------------- | -------------- |
| Australië | 4              | 3              | 0              | 1              | 7              | 3              | +4             | 9              |
| Bahrein   | 4              | 1              | 1              | 2              | 3              | 6              | –3             | 4              |
| Koeweit   | 4              | 1              | 1              | 2              | 3              | 4              | –1             | 4              |
| Libanon   | Teruggetrokken | Teruggetrokken | Teruggetrokken | Teruggetrokken | Teruggetrokken | Teruggetrokken | Teruggetrokken | Teruggetrokken |

|                        |         |       |                                          |                                                                                             |
| 22 februari 2006 18:35 | Bahrein | 1 – 3 | Australië                                | Bahrain National Stadium, Manama Toeschouwers: 2.500 Scheidsrechter: Subkhiddin Mohd Salleh |
| 22 februari 2006 18:35 | Ali 35' |       | Thompson 53' Skoko 79' Elrich 87' (pen.) | Bahrain National Stadium, Manama Toeschouwers: 2.500 Scheidsrechter: Subkhiddin Mohd Salleh |

|                        |                    |                   |                 |                                                                                     |
| 22 februari 2006 19:00 | Libanon            | 1 – 1 Geannuleerd | Koeweit         | Beirut Municipal Stadium, Beiroet Toeschouwers: 8.000 Scheidsrechter: Salem Mujghef |
| 22 februari 2006 19:00 | A. Nasseredine 70' |                   | F. Al Hamad 25' | Beirut Municipal Stadium, Beiroet Toeschouwers: 8.000 Scheidsrechter: Salem Mujghef |

|                    |         |       |         |                                                                                   |
| 1 maart 2006 18:15 | Koeweit | 0 – 0 | Bahrein | National Stadium, Koeweit-Stad Toeschouwers: 16.000 Scheidsrechter: Masoud Moradi |
| 1 maart 2006 18:15 |         |       |         | National Stadium, Koeweit-Stad Toeschouwers: 16.000 Scheidsrechter: Masoud Moradi |

|                        |                        |       |         |                                                                          |
| 16 augustus 2006 19:30 | Australië              | 2 – 0 | Koeweit | Aussie Stadium, Sydney Toeschouwers: 32.622 Scheidsrechter: Huang Junjie |
| 16 augustus 2006 19:30 | Dodd 75' Petrovski 86' |       |         | Aussie Stadium, Sydney Toeschouwers: 32.622 Scheidsrechter: Huang Junjie |

|                        |                              |       |           |                                                                                  |
| 6 september 2006 20:30 | Koeweit                      | 2 – 0 | Australië | National Stadium, Koeweit-Stad Toeschouwers: 8.000 Scheidsrechter: Toru Kamikawa |
| 6 september 2006 20:30 | Al Mutairi 56' Al-Mutawa 59' |       |           | National Stadium, Koeweit-Stad Toeschouwers: 8.000 Scheidsrechter: Toru Kamikawa |

|                       |                          |       |         |                                                                                            |
| 11 oktober 2006 19:30 | Australië                | 2 – 0 | Bahrein | Aussie Stadium, Sydney Toeschouwers: 36.606 Scheidsrechter: Fareed Ali Mohamed Al Marzouqi |
| 11 oktober 2006 19:30 | Aloisi 17' Bresciano 24' |       |         | Aussie Stadium, Sydney Toeschouwers: 36.606 Scheidsrechter: Fareed Ali Mohamed Al Marzouqi |

|                        |                               |       |            |                                                                                      |
| 15 november 2006 18:00 | Bahrein                       | 2 – 1 | Koeweit    | Bahrain National Stadium, Manama Toeschouwers: 20.000 Scheidsrechter: Kwon Jong-Chul |
| 15 november 2006 18:00 | Yousef 35' (pen.) Ghuloom 43' |       | Laheeb 70' | Bahrain National Stadium, Manama Toeschouwers: 20.000 Scheidsrechter: Kwon Jong-Chul |

De volgende wedstrijden waren wel gepland, maar zijn niet gespeeld omdat Libanon zich terugtrok uit het toernooi:
- tegen Bahrein, 16 augustus 2006
- tegen Australië, 31 augustus 2006
- tegen Bahrein, 6 september 2006
- tegen Koeweit, 11 oktober 2006
- tegen Australië, 15 november 2006

### Groep E
| Land      | Wed | Win | Gel | Ver | DV | DT | +/- | Pnt |
| --------- | --- | --- | --- | --- | -- | -- | --- | --- |
| Irak      | 6   | 3   | 2   | 1   | 12 | 8  | +4  | 11  |
| China     | 6   | 3   | 2   | 1   | 9  | 5  | +4  | 11  |
| Singapore | 5   | 1   | 1   | 3   | 6  | 8  | –2  | 4   |
| Palestina | 5   | 1   | 1   | 3   | 3  | 9  | –6  | 4   |

|                              |                           |       |           |                                                                                              |
| 22 februari 2006 19:30 (CST) | China                     | 2 – 0 | Palestina | Guangzhou Tianhe Sports Centre Guangzhou Toeschouwers: 16.500 Scheidsrechter: Kwon Jong-Chul |
| 22 februari 2006 19:30 (CST) | Du Wei 23' Li Weifeng 62' |       |           | Guangzhou Tianhe Sports Centre Guangzhou Toeschouwers: 16.500 Scheidsrechter: Kwon Jong-Chul |

|                              |                        |       |      |                                                                                        |
| 22 februari 2006 19:30 (SST) | Singapore              | 2 – 0 | Irak | Singapore National Stadium, Singapore Toeschouwers: 10,221 Scheidsrechter: Mark Shield |
| 22 februari 2006 19:30 (SST) | Amri 24' Alam Shah 83' |       |      | Singapore National Stadium, Singapore Toeschouwers: 10,221 Scheidsrechter: Mark Shield |

|                    |           |       |           |                                                                                                |
| 1 maart 2006 16:00 | Palestina | 1 – 0 | Singapore | King Abdullah Stadium, Amman (Jordanië) Toeschouwers: 1.000 Scheidsrechter: Abdullah Al Hilali |
| 1 maart 2006 16:00 | Attal 75' |       |           | King Abdullah Stadium, Amman (Jordanië) Toeschouwers: 1.000 Scheidsrechter: Abdullah Al Hilali |

|                    |                                   |       |             | |
| 1 maart 2006 16:00 | Irak                              | 2 – 1 | China       | Khalifa Bin Zayed Stadium, Al Ayn (UAE) Toeschouwers: 7.700 Scheidsrechter: Mohamed Omar Al Saeedi |
| 1 maart 2006 16:00 | Mahdi Karim 16' Hawar Mohamed 67' |       | Tao Wei 54' | Khalifa Bin Zayed Stadium, Al Ayn (UAE) Toeschouwers: 7.700 Scheidsrechter: Mohamed Omar Al Saeedi |

|                              |                         |       |           |                                                                                         |
| 16 augustus 2006 20:00 (CST) | China                   | 1 – 0 | Singapore | TEDA Football Stadium, Tianjin Toeschouwers: 27.000 Scheidsrechter: Abdulhameed Ebrahim |
| 16 augustus 2006 20:00 (CST) | Shao Jiayi 90+5' (pen.) |       |           | TEDA Football Stadium, Tianjin Toeschouwers: 27.000 Scheidsrechter: Abdulhameed Ebrahim |

|                        |           |                                             |      |                                                                                          |
| 17 augustus 2006 20:00 | Palestina | 0 – 3                                       | Irak | King Abdullah Stadium, Amman (Jordanië) Toeschouwers: 5.000 Scheidsrechter: Muhsen Basma |
| 17 augustus 2006 20:00 |           | Younis Mahmoud 59', 62' Mohammad Nasser 90' |      | King Abdullah Stadium, Amman (Jordanië) Toeschouwers: 5.000 Scheidsrechter: Muhsen Basma |

|                              |           |       |       | |
| 6 september 2006 19:30 (SST) | Singapore | 0 – 0 | China | Singapore National Stadium, Singapore Toeschouwers: 39.000 Scheidsrechter: Tayeb Hasan Shamsuzzaman (Bangladesh) |
| 6 september 2006 19:30 (SST) |           |       |       | Singapore National Stadium, Singapore Toeschouwers: 39.000 Scheidsrechter: Tayeb Hasan Shamsuzzaman (Bangladesh) |

|                        |                                   |       |                       |                                                                                           |
| 6 september 2006 20:30 | Irak                              | 2 – 2 | Palestina             | Khalifa Bin Zayed Stadium, Al Ayn (UAE) Toeschouwers: 1.000 Scheidsrechter: Salem Mujghef |
| 6 september 2006 20:30 | Saleh Sader 70' Hawar Mohamed 75' |       | Amer 13' Al Amour 78' | Khalifa Bin Zayed Stadium, Al Ayn (UAE) Toeschouwers: 1.000 Scheidsrechter: Salem Mujghef |

|                       |                                                             |       |                       |                                                                                           |
| 11 oktober 2006 21:30 | Irak                                                        | 4 – 2 | Singapore             | Khalifa Bin Zayed Stadium, Al Ayn (UAE) Toeschouwers: 3.000 Scheidsrechter: Mamed Mamedov |
| 11 oktober 2006 21:30 | Younis Mahmoud 35', 68' Mahdi Karim 60' Hawar Mohamed 90+3' |       | Goncalves 9' Amri 62' | Khalifa Bin Zayed Stadium, Al Ayn (UAE) Toeschouwers: 3.000 Scheidsrechter: Mamed Mamedov |

|                       |           |                                |       |                                                                                                   |
| 11 oktober 2006 22:00 | Palestina | 0 – 2                          | China | King Abdullah Stadium, Amman (Jordanië) Toeschouwers: 3.000 Scheidsrechter: Saad Kameel Al Fadhli |
| 11 oktober 2006 22:00 |           | Mao Jianqing 27' Sun Xiang 65' |       | King Abdullah Stadium, Amman (Jordanië) Toeschouwers: 3.000 Scheidsrechter: Saad Kameel Al Fadhli |

|                              |              |       |                 |                                                                                |
| 15 november 2006 19:30 (CST) | China        | 1 – 1 | Irak            | Helongstadion, Changsha Toeschouwers: 0 Scheidsrechter: Subkhiddin Mohd Salleh |
| 15 november 2006 19:30 (CST) | Han Peng 40' |       | Ahmed Salah 65' | Helongstadion, Changsha Toeschouwers: 0 Scheidsrechter: Subkhiddin Mohd Salleh |

|                              |           |           |           |                                |
| 15 november 2006 19:30 (SST) | Singapore | gecanceld | Palestina | Jalan Besar Stadium, Singapore |
| 15 november 2006 19:30 (SST) |           |           |           | Jalan Besar Stadium, Singapore |

### Groep F
| Land        | Wed | Win | Gel | Ver | DV | DT | +/- | Pnt |
| ----------- | --- | --- | --- | --- | -- | -- | --- | --- |
| Qatar       | 6   | 5   | 0   | 1   | 14 | 4  | +10 | 15  |
| Oezbekistan | 6   | 3   | 2   | 1   | 14 | 4  | +10 | 11  |
| Hongkong    | 6   | 2   | 2   | 2   | 5  | 7  | –2  | 8   |
| Bangladesh  | 6   | 0   | 0   | 6   | 1  | 19 | –18 | 0   |

|                        |                                                  |       |            |                                                                                      |
| 22 februari 2006 16:00 | Oezbekistan                                      | 5 – 0 | Bangladesh | Pakhtakor Stadium, Tasjkent Toeschouwers: 12.000 Scheidsrechter: Abdulhameed Ebrahim |
| 22 februari 2006 16:00 | Geynrix 10', 52' Djeparov 24' Shatskikh 34', 84' |       |            | Pakhtakor Stadium, Tasjkent Toeschouwers: 12.000 Scheidsrechter: Abdulhameed Ebrahim |

|                              |          |                                        |       |                                                                                   |
| 22 februari 2006 20:00 (CST) | Hongkong | 0 – 3                                  | Qatar | Hong Kong Stadium, Hong Kong Toeschouwers: 1.806 Scheidsrechter: Yuichi Nishimura |
| 22 februari 2006 20:00 (CST) |          | Yasser 11' Bechir 44' M. Mohamed 90+5' |       | Hong Kong Stadium, Hong Kong Toeschouwers: 1.806 Scheidsrechter: Yuichi Nishimura |

|                    |            |                 |          |                                                                                        |
| 1 maart 2006 16:00 | Bangladesh | 0 – 1           | Hongkong | Bangabandhu National Stadium, Dhaka Toeschouwers: 1.000 Scheidsrechter: Subrata Sarkar |
| 1 maart 2006 16:00 |            | Chan Siu Ki 82' |          | Bangabandhu National Stadium, Dhaka Toeschouwers: 1.000 Scheidsrechter: Subrata Sarkar |

|                    |                          |       |                        |                                                                               |
| 1 maart 2006 20:00 | Qatar                    | 2 – 1 | Oezbekistan            | Jassim Bin Hamad Stadium, Doha Toeschouwers: 7.000 Scheidsrechter: Sun Baojie |
| 1 maart 2006 20:00 | Adel Lamy 45' Nasser 49' |       | B. Mohammed 20' (e.d.) | Jassim Bin Hamad Stadium, Doha Toeschouwers: 7.000 Scheidsrechter: Sun Baojie |

|                        |            |       |                                                |                                                                                   |
| 16 augustus 2006 16:00 | Bangladesh | 1 – 4 | Qatar                                          | MA Aziz Stadium, Chittagong Toeschouwers: 7.000 Scheidsrechter: Mukhtar Al Yarimi |
| 16 augustus 2006 16:00 | Arman 23'  |       | Rizik 7' (pen.) Adel Lamy 36' Ibrahim 38', 74' | MA Aziz Stadium, Chittagong Toeschouwers: 7.000 Scheidsrechter: Mukhtar Al Yarimi |

|                        |                          |       |                          |                                                                                        |
| 16 augustus 2006 19:00 | Oezbekistan              | 2 – 2 | Hongkong                 | Pakhtakor Markaziy Stadium, Tashkent Toeschouwers: 15.000 Scheidsrechter: Qasem Shaban |
| 16 augustus 2006 19:00 | Soliev 18' Shatskikh 35' |       | Sham Kwok Keung 66', 87' | Pakhtakor Markaziy Stadium, Tashkent Toeschouwers: 15.000 Scheidsrechter: Qasem Shaban |

|                              |          |       |             |                                                                               |
| 6 september 2006 19:00 (CST) | Hongkong | 0 – 0 | Oezbekistan | Hong Kong Stadium, Hong Kong Toeschouwers: 7.608 Scheidsrechter: Lee Gi-Young |
| 6 september 2006 19:00 (CST) |          |       |             | Hong Kong Stadium, Hong Kong Toeschouwers: 7.608 Scheidsrechter: Lee Gi-Young |

|                        |                                       |       |            |                                                                        |
| 6 september 2006 20:00 | Qatar                                 | 3 – 0 | Bangladesh | Al Gharafa Stadium, Doha Toeschouwers: 500 Scheidsrechter: Talaat Najm |
| 6 september 2006 20:00 | Yasser 25' Adel Lamy 30' Shammari 52' |       |            | Al Gharafa Stadium, Doha Toeschouwers: 500 Scheidsrechter: Talaat Najm |

|                       |            |                                                            |             |                                                                                          |
| 11 oktober 2006 15:00 | Bangladesh | 0 – 4                                                      | Oezbekistan | Bangladesh Army Stadium, Chittagong Toeschouwers: 120 Scheidsrechter: Tan Hai (China PR) |
| 11 oktober 2006 15:00 |            | Zeytulaev 11' Bakaev 18' Djeparov 22' Shatskikh 39' (pen.) |             | Bangladesh Army Stadium, Chittagong Toeschouwers: 120 Scheidsrechter: Tan Hai (China PR) |

|                       |                            |       |          |                                                                              |
| 11 oktober 2006 21:00 | Qatar                      | 2 – 0 | Hongkong | Al Gharrafa Stadium, Doha Toeschouwers: 1.000 Scheidsrechter: Mohammed Kousa |
| 11 oktober 2006 21:00 | B. Mohammed 43' Yasser 53' |       |          | Al Gharrafa Stadium, Doha Toeschouwers: 1.000 Scheidsrechter: Mohammed Kousa |

|                              |                             |       |            |                                                                            |
| 15 november 2006 20:00 (CST) | Hongkong                    | 2 – 0 | Bangladesh | Mong Kok Stadium, Kowloon Toeschouwers: 1.273 Scheidsrechter: Kim Dong-Jin |
| 15 november 2006 20:00 (CST) | Ambassa Guy 43', 74' (pen.) |       |            | Mong Kok Stadium, Kowloon Toeschouwers: 1.273 Scheidsrechter: Kim Dong-Jin |

|                        |                            |       |       |                                                                                                  |
| 15 november 2006 16:00 | Oezbekistan                | 2 – 0 | Qatar | Pakhtakor Markaziy Stadium, Tasjkent Toeschouwers: 14.000 Scheidsrechter: Mohamed Omar Al Saeedi |
| 15 november 2006 16:00 | Koshelev 31' Zeytulaev 52' |       |       | Pakhtakor Markaziy Stadium, Tasjkent Toeschouwers: 14.000 Scheidsrechter: Mohamed Omar Al Saeedi |

## Gekwalificeerde landen
| Land          | Aantal deelnames | Huidig aantal deelnames op rij | Vorige deelname | Aantal titels tot en met 2007 | Prestatie    |
| ------------- | ---------------- | ------------------------------ | --------------- | ----------------------------- | ------------ |
| Australië     | 1ste             | 1                              | -               |                               | Kwartfinale  |
| Bahrein       | 3de              | 2                              | 2004            |                               | Eerste ronde |
| China         | 9de              | 9                              | 2004            |                               | Eerste ronde |
| Indonesië (g) | 4de              | 4                              | 2004            |                               | Eerste ronde |
| Iran          | 11de             | 11                             | 2004            | 3                             | Kwartfinale  |
| Irak (t)      | 6de              | 4                              | 2004            | 1                             | winnaar      |
| Japan (v)     | 6de              | 6                              | 2004            | 3                             | 4e           |
| Maleisië (g)  | 3de              | 1                              | 1980            |                               | Eerste ronde |
| Oezbekistan   | 4de              | 4                              | 2004            |                               | Kwartfinale  |
| Oman          | 2de              | 2                              | 2004            |                               | Eerste ronde |
| Qatar         | 7de              | 3                              | 2004            |                               | Eerste ronde |
| Saoedi-Arabië | 7de              | 7                              | 2004            | 3                             | 2e           |
| Thailand (g)  | 6de              | 5                              | 2004            |                               | Eerste ronde |
| V.A.E.        | 7de              | 2                              | 2004            |                               | Eerste ronde |
| Vietnam (g)   | 1ste             | 1                              | -               |                               | Kwartfinale  |
| Zuid-Korea    | 11de             | 4                              | 2004            | 2                             | 3e           |

(g) = gastland, (t) = titelhouder (v) = titelverdediger